# IC 3230
IC 3230 је лентикуларна галаксија у сазвјежђу Береникина коса која се налази на листи објеката дубоког неба у Индекс каталогу.
Деклинација објекта је + 27° 44' 48" а ректасцензија 12h 22m 39,6s. Привидна величина (магнитуда) објекта IC 3230 износи 15,8 а фотографска магнитуда 16,8. IC 3230 је још познат и под ознакама KUG 1220+280, * or very compact galaxy, PGC 40113.